# Te Amo (álbum de Gian & Giovani)
Te Amo é o décimo quinto álbum da dupla sertaneja Gian & Giovani, lançado em abril de 2006. O novo trabalho foi, como de costume para a dupla, baseado nas canções românticas. E incluiu até uma música que foi gravada anteriormente por Byafra, "Te Amo", que dá título ao CD. A versão agradou tanto aos músicos que eles não pensaram duas vezes em escolher esta canção como carro-chefe desse disco. "É o trabalho que fizemos com mais tempo. Inicialmente, entregaríamos o álbum pronto em novembro. Mas adiamos as gravações para o início deste ano", conta o músico. Para ele, a calma resultou no melhor disco da carreira. "Estávamos descansados e conseguimos cantar com mais emoção", explica Gian. Um detalhe interessante nesse álbum foi que cerca de 50 fãs ajudaram os artistas a gravar o disco e cantaram de verdade com os ídolos. "A intenção é ficar mais perto do nosso público", diz Gian. "Isso é importante para eles. Colocamos o crédito no encarte. Até quem não esteve lá, se sente prestigiado", acrescenta. Os fãs participaram nas faixas "Coice de Vaca", "Loira Gelada, Morena Quente" e "Peão de Vitrine".

## Curiosidades
- A faixa "Peão de Vitrine" foi originalmente gravada em 2005 para a novela América, da Rede Globo, fazendo parte do disco América Rodeio, da gravadora Som Livre.[3] Por questões de direitos, a dupla, já na EMI, teve que regravar novamente a canção (com o mesmo arranjo), para incluí-la nesse álbum.[carece de fontes?]
- Nesse mesmo ano, a dupla se apresentava pela primeira vez na Europa, fazendo shows e dando entrevistas nas rádios e Canais de televisão em Portugal, Londres e na Inglaterra.
- A Canção "Amor Eterno", também ganhou grande destaque por estar na trilha sonora da novela Sinhá Moça da Rede Globo.[4]
- Durante vários meses, esse álbum ficou na lista dos dez discos mais vendidos do país.[5] De acordo com a Crowley Broadcast Brasil[6] (Crowley Broadcast Analysis, empresa que monitora músicas e comerciais para gravadoras e agências de publicidade) em maio de 2006, a canção "Te Amo", figurou na 8ª posição na lista das mais executadas de São Paulo, brigando por posições com "You're Beautiful", de James Blunt , "Because of You", de Kelly Clarkson, "Sorry", de Madonna, "My Humps", de The Black Eyed Peas, "Dani California", de Red Hot Chili Peppers e "Shake It Off", de Mariah Carey.[7]

## Faixas
| N.º            | Título                        | Duração |  |
| 1.             | "Te Amo"                      | 3:36    |  |
| 2.             | "Alma Gêmea"                  | 3:10    |  |
| 3.             | "Loira Gelada, Morena Quente" | 2:57    |  |
| 4.             | "A Menina da Loja"            | 4:19    |  |
| 5.             | "Agora Chega"                 | 3:43    |  |
| 6.             | "Coice de Vaca"               | 2:46    |  |
| 7.             | "Da Pra Ver No Seu Olhar"     | 3:24    |  |
| 8.             | "Por Que Será?"               | 3:26    |  |
| 9.             | "Porta Bandeira"              | 3:28    |  |
| 10.            | "Coração Aberto"              | 3:49    |  |
| 11.            | "Peão de Vitrine"             | 3:02    |  |
| 12.            | "O Que É Você Pra Mim"        | 3:54    |  |
| 13.            | "Cantinho de Saudade"         | 3:59    |  |
| 14.            | "Amor Eterno"                 | 3:42    |  |
| Duração total: | Duração total:                | 49:15   |  |

## Certificações
| País          | Certificação | Data | Certificado de vendas |
| ------------- | ------------ | ---- | --------------------- |
| Brasil - ABPD | Ouro         | 2006 | 50.000                |